# Chamaesphecia clathrata
Chamaesphecia clathrata là một loài bướm đêm thuộc họ Sesiidae. Nó được tìm thấy ở Cộng hòa Dân chủ Congo.